# Lakehills
Lakehills è un census-designated place degli Stati Uniti d'America, situato nella contea di Bandera dello Stato del Texas. Secondo il censimento effettuato nel 2010 gli abitanti erano 5,150, ed è quindi la comunità più popolata della contea. Fa parte della San Antonio Metropolitan Statistical Area.

## Geografia
È situata a 29°35′50.57″N 98°56′47.78″W, 12 miglia (19 km) a sud-est di Bandera e 30 miglia (48 km) ad ovest dal centro di San Antonio, nella parte sud-est della contea. Secondo l'Ufficio del censimento degli Stati Uniti d'America il CDP ha un'area totale di 34.4 miglia quadrate (89 km²), di cui 30.3 miglia quadrate (78 km²) sono terra, mentre 4.1 miglia quadrate (11 km², corrispondenti all'11.87% del territorio) sono costituiti dall'acqua.

## Società

### Evoluzione demografica
Secondo il censimento del 2000, c'erano 4,668 persone, 1,874 nuclei familiari e 1,330 famiglie residenti nella città. La densità di popolazione era di 154.1 persone per miglio quadrato (59.5/km²). C'erano 2,807 unità abitative a una densità media di 92.7 per miglio quadrato (35.8/km²). La composizione etnica della città era formata dal 93.04% di bianchi, lo 0.43% di afroamericani, lo 0.75% di nativi americani, lo 0.28% di asiatici, il 3.58% di altre razze, e l'1.86% di due o più etnie. Ispanici o latinos di qualunque razza erano il 12.90% della popolazione.
C'erano 1,874 nuclei familiari di cui il 29.3% aveva figli di età inferiore ai 18 anni, il 59.9% erano coppie sposate conviventi, il 6.6% aveva un capofamiglia femmina senza marito, e il 29.0% erano non-famiglie. Il 22.8% di tutti i nuclei familiari erano individuali e l'8.6% aveva componenti con un'età di 65 anni o più che vivevano da soli. Il numero di componenti medio di un nucleo familiare era di 2.49 e quello di una famiglia era di 2.92.
La popolazione era composta dal 24.6% di persone sotto i 18 anni, il 5.4% di persone dai 18 ai 24 anni, il 28.2% di persone dai 25 ai 44 anni, il 27.9% di persone dai 45 ai 64 anni, e il 13.9% di persone di 65 anni o più. L'età media era di 41 anni. Per ogni 100 femmine c'erano 100.5 maschi. Per ogni 100 femmine dai 18 anni in su, c'erano 101.5 maschi.
Il reddito medio di un nucleo familiare era di 42,964 dollari, e quello di una famiglia era di 49,464 dollari. I maschi avevano un reddito medio di 32,444 dollari contro i 26,158 dollari delle femmine. Il reddito pro capite era di 21,100 dollari. Circa il 7.8% delle famiglie e il 10.5% della popolazione erano sotto la soglia di povertà, incluso il 16.9% di persone sotto i 18 anni e il 3.6% di persone di 65 anni o più.

## Istruzione
L'istruzione pubblica a Lakehills è organizzata dal Bandera Independent School District.